# Арко (Тренто)
Арко (итал. Arco) је насеље у Италији у округу Тренто, региону Трентино-Јужни Тирол.
Према процени из 2011. у насељу је живело 12072 становника. Насеље се налази на надморској висини од 91 м.

## Становништво
| 1931. | 1936. | 1951.  | 1961.  | 1971.  | 1981.  | 1991.  | 2001.  | 2011.  |
| ----- | ----- | ------ | ------ | ------ | ------ | ------ | ------ | ------ |
| 8.517 | 9.215 | 10.154 | 10.418 | 10.830 | 11.737 | 12.855 | 14.511 | 16.871 |

## Партнерски градови
- Шотен
- Боген
- Рочела Јоника
- Maybole